# فورد ایکس‌کی فالکون
فورد ایکس‌کی فالکون (Ford XK Falcon) خودرویی است که در سال‌های سپتامبر ۱۹۶۰ تا اوت ۱۹۶۲ تولید شده‌است.
طراحی آن خودروهای موتور جلو-محور عقب بوده است. سیستم جعبه‌دندهٔ آن به دو صورت خودکار و دستی است.

## نگارخانه

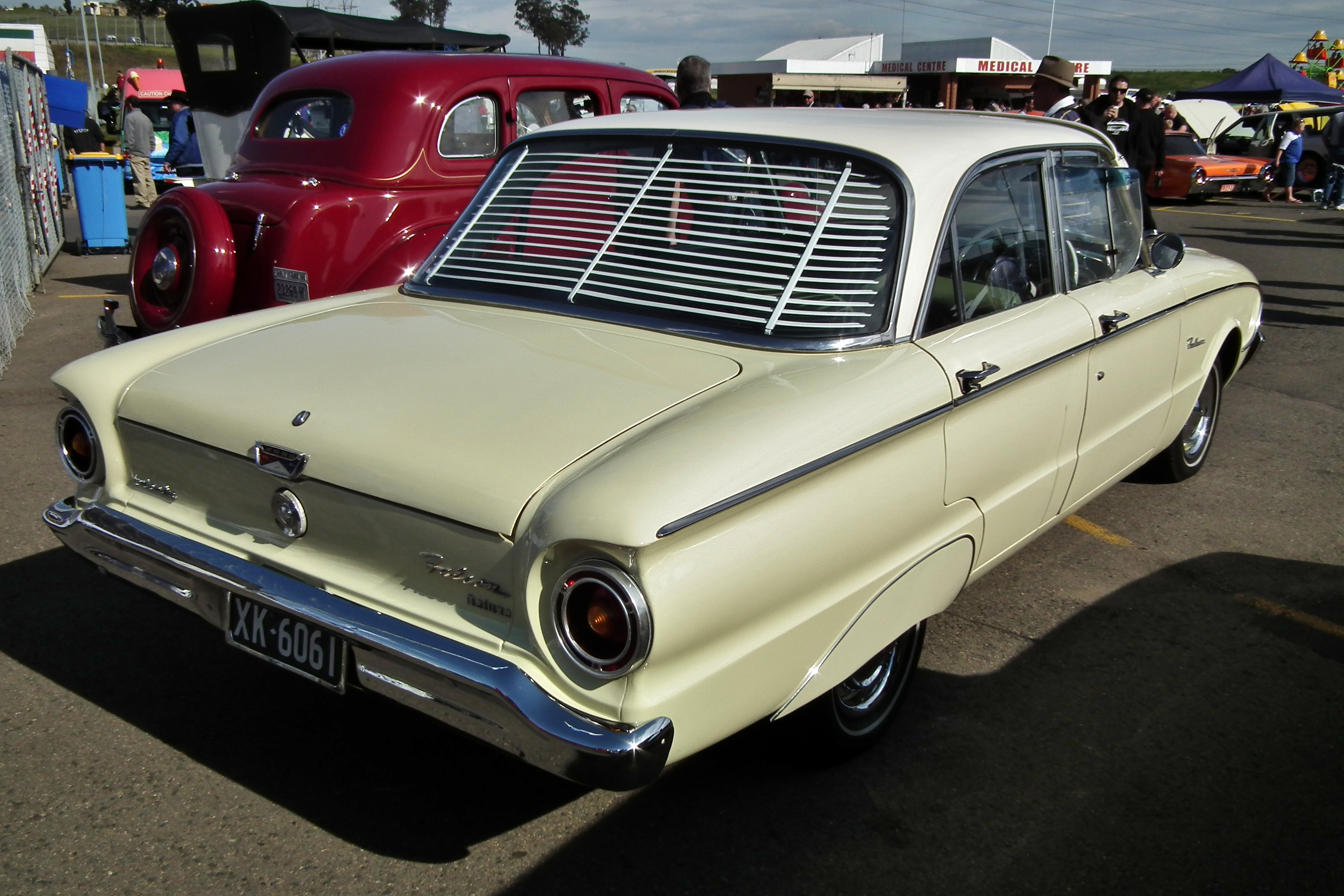
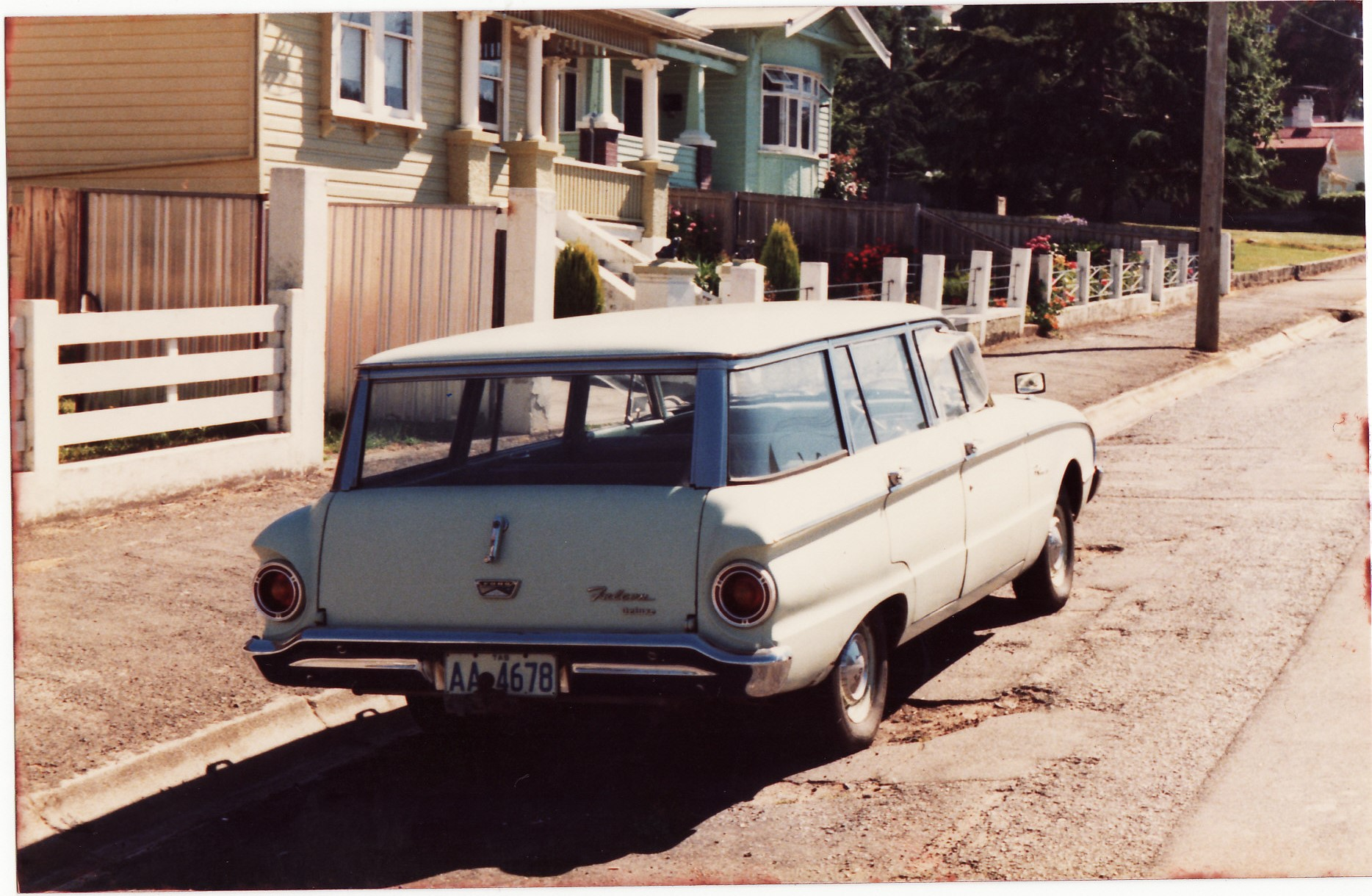
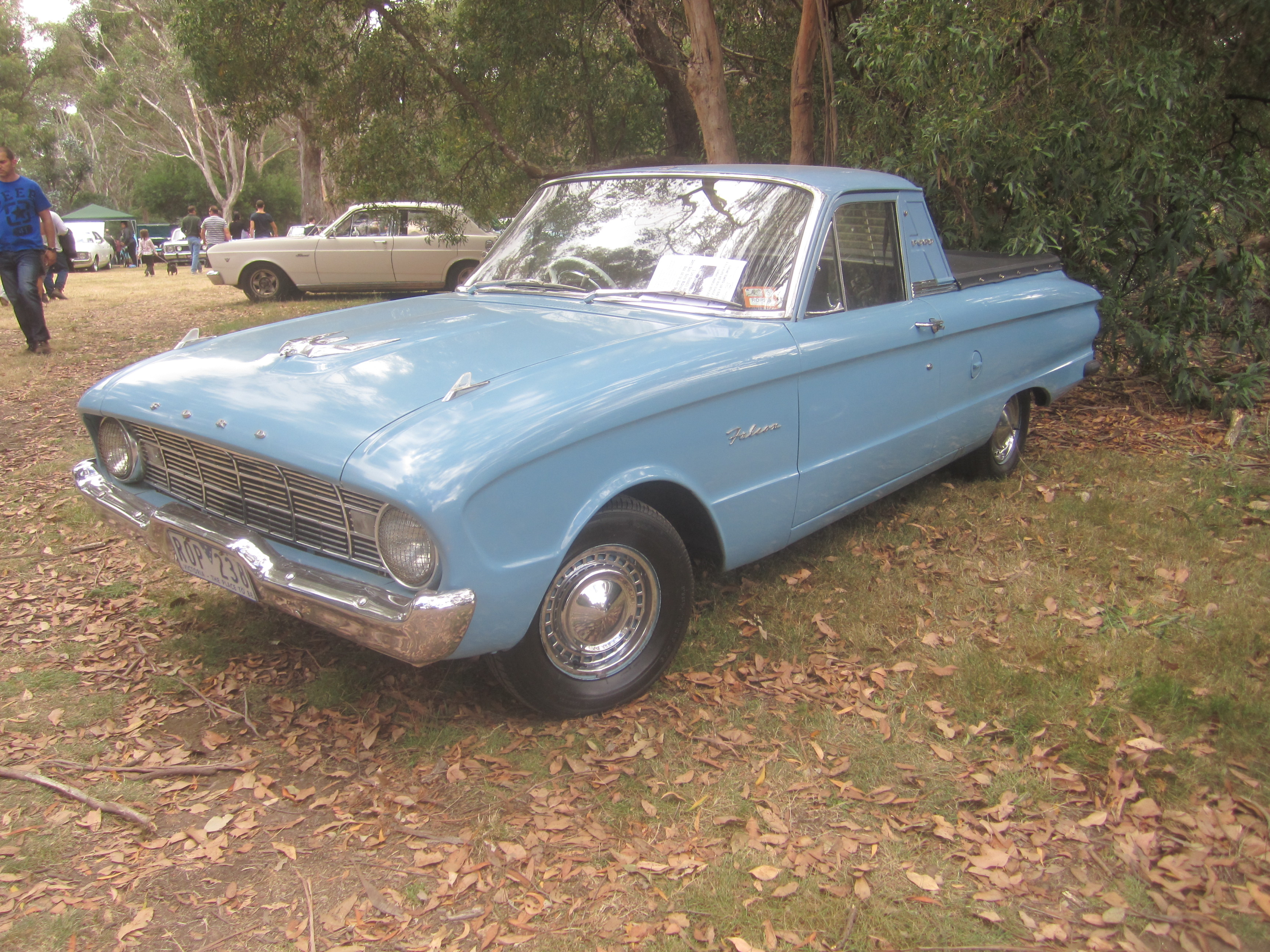